# Laphria ctenoventris
Laphria ctenoventris är en tvåvingeart som beskrevs av H. Oldroyd 1970. Laphria ctenoventris ingår i släktet Laphria och familjen rovflugor.
Artens utbredningsområde är Kongo. Inga underarter finns listade i Catalogue of Life.